# Gaume

Subregiones lingüísticas de Valonia
Gaume
Pays d’Arlon

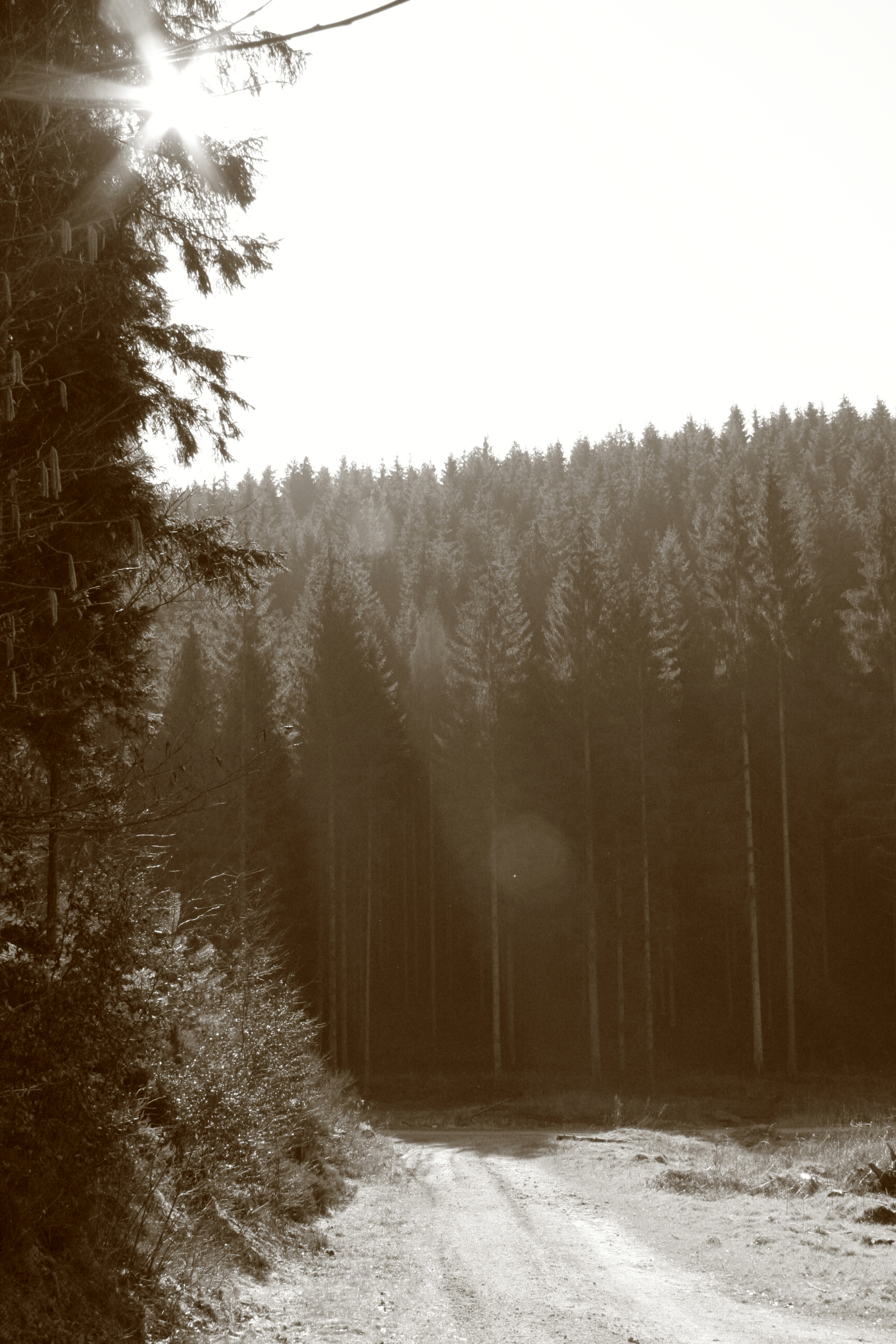
Bosque en Gaume

Gaume es una región histórica del extremo sur de Bélgica. Situada a una altitud inferior que las Ardenas, está delineado por las fronteras con Francia, Luxemburgo y las Ardenas belgas. La capital de la región de Gaume es Virton pero no es una región administrativa oficial sino una fuerte región cultural. 
Las temperaturas en esta región a menudo son de uno a tres grados superiores a las de otras partes de Bélgica, debido a que tiene un microclima. Es un destino turístico en Bélgica.
El idioma lorenés, una lengua de oil distinta del idioma valón, es un idioma minoritario en Gaume donde es conocido como gaumais. Aunque está en declive, varios autores locales intentan revivir su uso. El idioma lorenés está reconocido como un idioma regional de Valonia.